# Intet (begreb)
 For alternative betydninger, se Intet. (Se også artikler, som begynder med Intet)
 Denne artikel bør gennemlæses af en person med fagkendskab for at sikre den faglige korrekthed.

Intet er et begreb, der først blev introduceret med kristendommen. Dette står i modsætning til det græske begreb ”ingenting”. Intet er i modsætning til ingenting ikke negation af noget. I den græske metafysik hed det ”Ud af ingenting kan der ikke komme noget”.
I kristendommen taler man om, at Gud skabte alting ex nihilo – ud af intet. Dette er et fundamentalt opgør med den græske tænkning, hvori man mente, at der altid må have været noget.
I den moderne naturvidenskab beskæftiger man sig også med begreberne intet og ingenting. Mens ingenting er vakuumer i universet, hvor der næsten ikke er noget stof, beskriver intet grænsen af universet. Intet er et grænsebegreb og kan ikke fuldt ud forstås, men er grundlæggende set et intet i modsætning til ingenting, som er rum uden stof, en tilstand hvor rumtidskontinuet ikke eksisterer.
Som begreb sættes intet også nogle gange i modsætning til alt. Her er det dog ingenting, man mener.
Det matematiske tegn 0 er den tætteste approksimation af intet, som vi kan regne med.